# Иршавская мебельная фабрика
Иршавская мебельная фабрика — промышленное предприятие в городе Иршава Иршавского района Закарпатской области Украины.

## История
Иршавский комбинат гнутой мебели был построен в соответствии с пятым пятилетним планом развития народного хозяйства СССР и введён в эксплуатацию в 1954 году. В 1954 году он изготовил продукции на сумму 353,3 тыс. рублей, в дальнейшем объёмы производства были увеличены.
В 1966 году завод изготовил продукции на сумму 1,893 млн. рублей. В это время производство было оснащено сборочными конвейерами, карусельно-фрезерными станками и механической подачей заготовок. Рабочие предприятия принимали активное участие в рационализаторской деятельности, что способствовало повышению эффективности работы (только внедрение в 1967 году рационализаторских предложений слесаря М. М. Гудзя дало экономический эффект в размере 80 тыс. рублей).
По состоянию на 1969 год, основной продукцией предприятия являлись деревянные стулья. Позднее, в связи с расширением ассортимента выпускаемой продукции предприятие получило новое наименование - Иршавская мебельная фабрика.  
В целом, в советское время фабрика являлась одним из ведущих предприятий райцентра.
После провозглашения независимости Украины государственное предприятие было преобразовано в закрытое акционерное общество.
В связи с наличием непогашенной задолженности по налогам и отчислениям в Пенсионный фонд Украины, 3 января 2006 года хозяйственный суд Закарпатской области возбудил дело № 6/1 о банкротстве Иршавской мебельной фабрики, но после ходатайства о приостановке дела решением суда от 19 декабря 2006 года рассмотрение дела о банкротстве было остановлено. 

## Современное состояние
Основной продукцией фабрики являются деревянные стулья.